# Chasing Pirates
"Chasing Pirates" é o primeiro single de Norah Jones de seu quarto álbum de estúdio, The Fall (2009).
Chasing Pirates foi indicado ao Grammy de Melhor Performance Vocal Pop Feminina em 2011.

## Desempenho nas paradas
| Top (2009-2010)                                          | Melhor posição |
| -------------------------------------------------------- | -------------- |
| Estados Unidos - Billboard Jazz Songs                    | 7              |
| Estados Unidos - Billboard Hot Adult Contemporary Tracks | 13             |
| Estados Unidos - Billboard Rock Songs                    | 38             |
| Irlanda - IRMA                                           | 39             |
| Japão - Japan Hot 100                                    | 4              |
| Reino Unido - UK Singles Chart                           | 87             |
| Suíça - Schweizer Hitparade                              | 23             |